# Brachymeria porthetrialis
Brachymeria porthetrialis är en stekelart som beskrevs av Joseph, Narendran och Joy 1972. Brachymeria porthetrialis ingår i släktet Brachymeria och familjen bredlårsteklar. Inga underarter finns listade.